# جیان مارکو نستا
جیان مارکو نستا (انگلیسی: Gian Marco Nesta؛ زادهٔ ۱ مارس ۲۰۰۰) بازیکن فوتبال است.